# Íñigo Etayo
Íñigo Etayo Ochoa-Lácar (n. Pamplona, España; 16 de septiembre de 1991), de nombre artístico Íñigo Etayo, es un actor y cantante español. Él estrenó en España personajes como Lucas Beineke ("La familia Addams") o Dimitry ("Anastasia, el musical"). Aparte, ha protagonizado películas como "Un dios prohibido" o lanzado música original.

## Biografía
Nacido en Pamplona en 1991, Íñigo inicia su formación musical a los 10 años con estudio de piano, solfeo y coro. No será hasta 7 años después cuando comience su formación en técnica vocal lírica de la mano de maestros como el barítono Alfonso Echeverría. Posteriormente, amplió su formación en armonía y lectura de la mano del maestro David Guindano.
Mientras estaba inmerso en este mundo, Íñigo ingresó en la Universidad de Navarra para realizar la carrera de Comunicación Audiovisual en 2009. Fue durante este periodo cuando viajó a Madrid de manera intermitente para asistir a sus primeras clases de canto moderno y técnica Voice Craft con Alejandro de los Santos, al mismo tiempo que comenzaba sus estudios en técnica e interpretación actoral en el Laboratorio William Layton y en la escuela Jana Producciones, donde se diplomaría 4 años después.
Durante su último año de carrera, y recién fundada la asociación de teatro musical en Navarra de la que es cofundador, Íñigo dio su primer paso en el mundo profesional: protagonizó el filme Un dios prohibido, por el que fue nominado a Mejor actor en los premios Mirabile Dictu de Roma, y participó en su primer musical en la Gran Vía madrileña, Blancanieves Boulevard. Pocos años después, lanzaría su primer EP, Día 24.
Desde entonces ha protagonizado proyectos como La Vida es sueño, Company, Kappa (ante Juan Mayorga), Zombie Kiss (cortometraje dirigido por Roberto Pérez Toledo) o , La Familia Addams, musical donde ha sido uno de los protagonistas, en el papel de Lucas Beineke.

## Filmografía
| Año  | Título             | Director                              | Papel      | Notas                                                                                        |
| ---- | ------------------ | ------------------------------------- | ---------- | -------------------------------------------------------------------------------------------- |
| 2013 | Un Dios prohibido  | Pablo Moreno                          | Ramón Illa | Nominado a "Mejor actor" y ganador de "Mejor película" en los premios 'Mirabile Dictu' 2014. |
| 2014 | Nube negra         | Pablo Santidrián e Inés Pintor        | Chico      | Cortometraje finalista en el festival Jameson Notodofilmfest                                 |
| 2014 | Hipsteria          | David Velduque                        | Julius23   | Web serie producida por MTV España.                                                          |
| 2015 | El Astronauta      | Cristian Valeciano y Javier de Usabel | Chico      | Videoclip del tema "El Astronauta" de Teenage con Yara Puebla.                               |
| 2015 | Alejandra          | Cristian Valeciano y Javier de Usabel | Chico      | Videoclip del tema "Alejandra" de Iñigo Etayo con Yara Puebla.                               |
| 2016 | Cuestión de suerte | Axier González                        | Pablo      | Cortometraje producido por Soñaresgratis.com.                                                |
| 2016 | Zombie Kiss        | Roberto Pérez Toledo                  | Chico      | Cortometraje para el canal @mividarueda.                                                     |

## Musicales
| Año         | Título                               | Papel                          | Notas |
| ----------- | ------------------------------------ | ------------------------------ | --- |
| 2012 - 2013 | Blancanieves Boulevard               | Matón / Swing                  | Premio al Mejor Musical por los Premios Nacionales del Teatro Musical 2010 |
| 2013 - 2016 | La leyenda del unicornio, el musical | Unicornio / padre              | Tras sus finalizar sus fechas en Madrid, actualmente de gira por España |
| 2014        | Por última vez                       | Ángel                          | Micromusical del ciclo de Microteatro por dinero con Stage Entertainment |
| 2015        | Company                              | Robert                         | Adaptación del musical de Stephen Sondheim dirigida por Carlos Marchena. |
| 2015        | Adán y Eva en Broadway               | Serpiente / elenco             | Dirigida por Javier Muñoz y César Diéguez. Director musical: Guillermo Gonzalo. Coreografía: Inma Saenz.                                                                                               |
| 2016/17     | LaVida.es Sueño?                     | Clarín                         | Musical basado en "La vida es sueño" de Calderón de la Barca. Gira por Italia. |
| 2017-2018   | La Familia Addams                    | Lucas Beineke                  | Versión española del musical de Broadway basado en la famosa saga de La familia Addams. Nominado a mejor actor de reparto en los PTM 2018.                                                             |
| 2018-2020   | Anastasia: El musical                | Dimitry                        | Versión española del musical de Broadway basado en la película de animación de 1997, Anastasia. Estreno europeo en Madrid, directo de Nueva York. Nominado a mejor actor protagonista en los PTM 2019. |
| 2021-2022   | Golfus de Roma                       | Miles Gloriosus                | Nueva producción del clásico de Sondheim, dirigida por Daniel Anglés y estrenada en el Festival de Mérida en verano de 2021.                                                                           |
| 2023-2024   | Una Rubia Muy Legal: el musical      | Emmett Forrest                 | |
| 2024-Actual | El Fantasma de la Ópera              | Cover Raoul de Chagny / elenco | |

## Carrera discográfica
| Año  | Nombre                         | Discográfica                            | Notas |
| ---- | ------------------------------ | --------------------------------------- | --- |
| 2018 | Embrujada                      | Give Records                            | Versión del clásico de Tino Casal presentada en el festival Memory Park 2018. Producida por Nick Harvin.         |
| 2013 | Why Five                       | Boyband de Muwom.                       | Finalista en el casting televisado por El hormiguero y votado por el productor Carlos Jean.                      |
| 2013 | Disco La leyenda del unicornio | Disco del musical de Jana Producciones. | Producido por Augusto José Algueró García y Pepo Scherman.                                                       |
| 2015 | No Fate                        | Grupo musical.                          | Concierto presentación en la sala Marco Aldany (antigua sala Arena).                                             |
| 2015 | Día 24                         | Independiente                           | EP de 5 canciones producido por Santaflow y Alberto Scarlatta. Primer single: "Alejandra" (estrenado 24/09/2015) |
| 2017 | Hoy es por mí                  | Independiente                           | Canción preseleccionada para representar a España en Eurovisión. Producida por Tomás Virgós.                     |
| 2018 | En mis ojos                    | Independiente                           | Producida por Iñaki Llarena.                                                                                     |
| 2019 | Anastasia, el musical          | Stage Entertamient España               | CD de Anastasia, el musical donde interpreta el papel de Dimitry                                                 |